# Albuca ovata
Albuca ovata är en sparrisväxtart som först beskrevs av Carl Peter Thunberg, och fick sitt nu gällande namn av John Charles Manning och Peter Goldblatt. Albuca ovata ingår i släktet Albuca och familjen sparrisväxter. Inga underarter finns listade i Catalogue of Life.